# BMW R3
De BMW R 3 is een motorfiets van het merk BMW.
In 1936 kwam een nieuwe BMW eencilinder, de R 3. Het was feitelijk een "tussenmodel". BMW leverde namelijk al de 200cc R 2, een licht motorfietsje dat vanwege Duitse wetgeving belastingvrij en zonder rijbewijs bereden mocht worden, en de 400cc R 4.
De R 3 was, net als alle BMW's, robuust gebouwd, met het bekende dubbel wiegframe, dat als geklonken plaatframe was geconstrueerd. Er was geen achtervering, maar vóór was de nieuwe telescoopvork, die op de zware modellen R 12 en R 17 was geïntroduceerd, toegepast. Vóór en achter waren trommelremmen gebruikt. Zoals altijd had de machine asaandrijving. Dat was een sterk verkoopargument, omdat de motor op die manier veel onderhoudsvriendelijker was dan concurrenten met kettingaandrijving. Er bestonden namelijk nog geen O-ringenkettingen en daarom moesten kettingen regelmatig worden gereinigd (uitgekookt) en opnieuw worden ingevet.
In feite was de R 3 een "omgebouwde" R 4, waarvan de cilinderboring van 78 naar 68mm was teruggebracht. De kopklepmotor kwam zo aan 305cc. Zo had de machine ook dezelfde 6V/45W gelijkstroomdynamo en accuontsteking.
De BMW R 3 werd echter geen succes. Als tussenmodel miste de machine de voordelen van de R 2 (geen belasting en geen rijbewijs nodig) en van de R 4 (14 pk vermogen). En door de robuuste constructie met asaandrijving was de motor ook erg duur. In de lage prijsklassen had hij concurrentie van een heel arsenaal grote en kleine Duitse merken, die veelal lichtere, snellere en in elk geval goedkopere tweetakten verkochten. Hij verdween dan ook in hetzelfde jaar weer van de markt, nadat er slechts één serie geproduceerd was. Zowel de R 3 als de R 4 werden in 1937 vervangen door de 340cc zware R 35.

## Technische gegevens
| Periode              | 1936                         | 1936                         | 1936                         |
| Categorie            | toermotor                    | toermotor                    | toermotor                    |
| Motor                | onbekend                     | onbekend                     | onbekend                     |
| Motortype            | kopklepmotor                 | kopklepmotor                 | kopklepmotor                 |
| Bouwwijze            | langsgeplaatste eencilinder  | langsgeplaatste eencilinder  | langsgeplaatste eencilinder  |
| boring               | 68 mm                        | 68 mm                        | 68 mm                        |
| slag                 | 84 mm                        | 84 mm                        | 84 mm                        |
| Cilinderinhoud       | 305 cc                       | 305 cc                       | 305 cc                       |
| Compressieverhouding | onbekend                     | onbekend                     | onbekend                     |
| Max. Vermogen        | 8 kW/11 pk                   |                              |                              |
| Topsnelheid          | 100 km/h                     | 100 km/h                     | 100 km/h                     |
| Aandrijving          | as                           | as                           | as                           |
| Rijwielgedeelte      | dubbel wiegframe, plaatframe | dubbel wiegframe, plaatframe | dubbel wiegframe, plaatframe |
| Drooggewicht         | 149 kg                       | 149 kg                       | 149 kg                       |
| Max. totaalgewicht   | 349* kg                      | 349* kg                      | 349* kg                      |
| Tankinhoud           | 12 ltr                       | 12 ltr                       | 12 ltr                       |
| Voorganger           | geen                         | geen                         | geen                         |
| Opvolger             | R 35                         | R 35                         | R 35                         |

Het maximale totaalgewicht wordt bepaald door de banden. En lichte motorfiets met dezelfde banden zal vaak hetzelfde max. totaalgewicht hebben als een zwaarder model. Anders gezegd: een motorfiets met een laag droog gewicht kan meer belading verdragen.